# 옥비녀
옥비녀는 1968년 공개된 대한민국의 영화이다.

## 배역
- 윤정희
- 신성일
- 한은진
- 조미령
- 허장강
- 박암
- 유계선
- 윤인자
- 김희갑
- 옥상미
- 박미영
- 남미리
- 최병철
- 성소민
- 추석양
- 지방열
- 추봉
- 임해림
- 조덕성
- 문미봉
- 석인수
- 석귀녀
- 김은옥